# Вельоглови (Малопольське воєводство)
Вельоглови (пол. Wielogłowy) — село в Польщі, у гміні Хелмець Новосондецького повіту Малопольського воєводства.
Населення — 1253 особи (2011).

## Демографія
Демографічна структура станом на 31 березня 2011 року:
|          | Загалом | Допрацездатний вік | Працездатний вік | Постпрацездатний вік |
| -------- | ------- | ------------------ | ---------------- | -------------------- |
| Чоловіки | 661     | 177                | 428              | 56                   |
| Жінки    | 592     | 144                | 364              | 84                   |
| Разом    | 1253    | 321                | 792              | 140                  |